# Aleksander Jałosiński

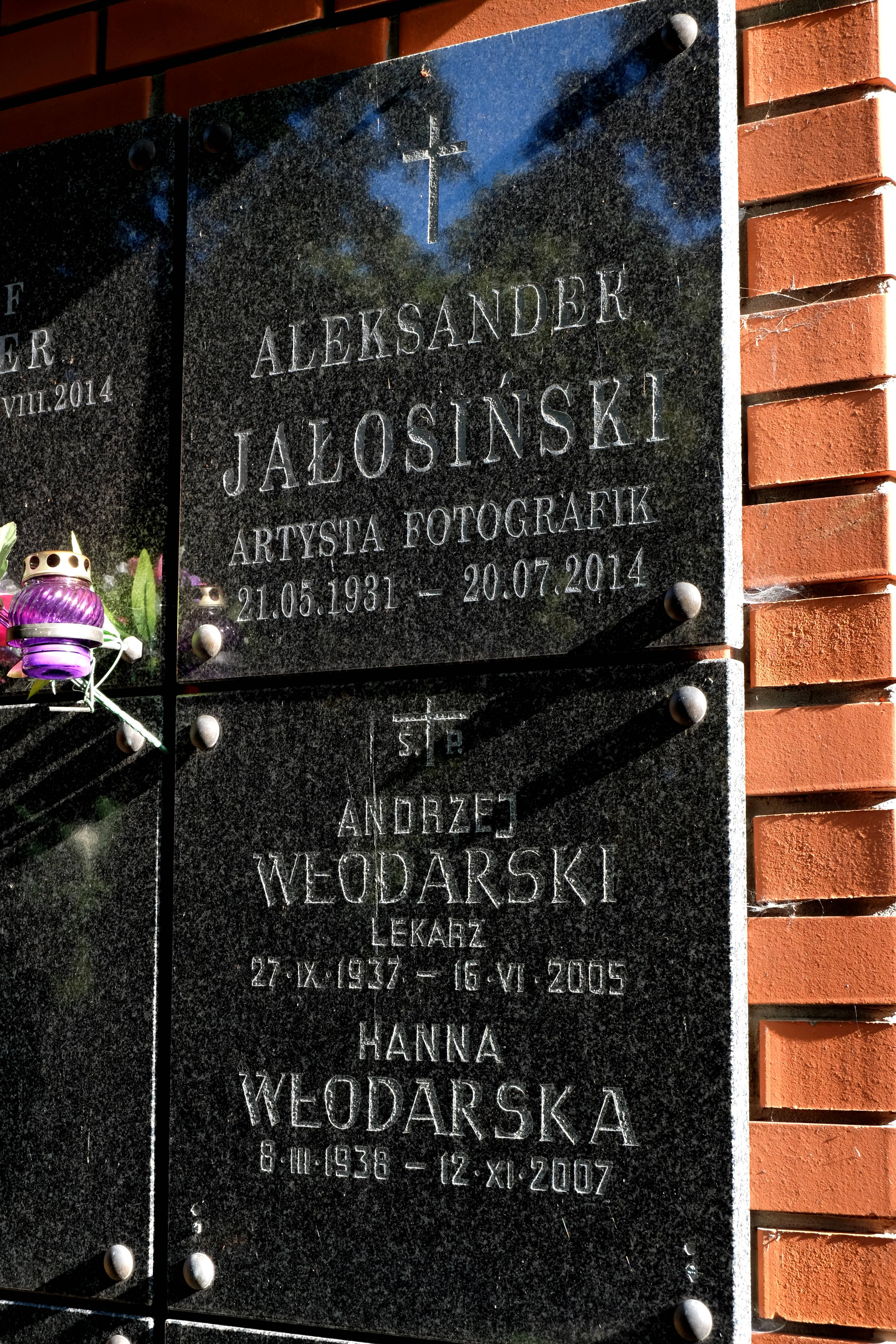
Grób Aleksandra Jałosińskiego na Cmentarzu ewangelicko-augsburskim w Warszawie

Aleksander Jałosiński (ur. 21 maja 1931, zm. 20 lipca 2014) – polski fotograf i fotoreporter. Uważany za jednego z czołowych polskich fotografów prasowych.

## Życiorys
W 1954 ukończył studia w zakresie teologii ewangelickiej na Wydziale Teologii Ewangelickiej Uniwersytetu Warszawskiego, lecz nie ubiegał się o ordynację. W latach 1955–58 pracował w Instytucie Książki i Czytelnictwa Biblioteki Narodowej w Zakładzie Instrukcyjno-Metodycznym.  
Studiował także na Uniwersytecie Łódzkim. W latach 1999–2008 wykładowcą Państwowej Wyższej Szkoły Filmowej, gdzie prowadził zajęcia z zakresu fotografii prasowej.
Jako fotoreporter prasowy pracował m.in. dla Ekspressu Wieczornego, Sztandaru Młodych, Szpilek. Był członkiem Polskiej Agencji Fotografów FORUM. Był członkiem rzeczywistym i członkiem honorowym Fotoklubu Rzeczypospolitej Polskiej. Jak stwierdzono we wspomnieniu opublikowanym na witrynie internetowej Związku Polskich Artystów Fotografików "W środowisku fotograficznym cieszył się wielkim uznaniem, powszechnie uważano go za mistrza uprawianego gatunku fotografii. Pozostawił po sobie bezcenny dorobek fotograficzny, stanowiący jedną z najobszerniejszych i najlepiej uporządkowanych prywatnych kolekcji fotoreporterskich w Polsce".
29 lipca 2014 został pochowany na cmentarzu ewangelicko-augsburskim w Warszawie (kolumbarium-1-29). 
Prace Aleksandra Jałosińskiego zaprezentowano w Almanachu (1995–2017), wydanym przez Fotoklub Rzeczypospolitej Polskiej Stowarzyszenie Twórców, w 2017 roku.